# Fougère

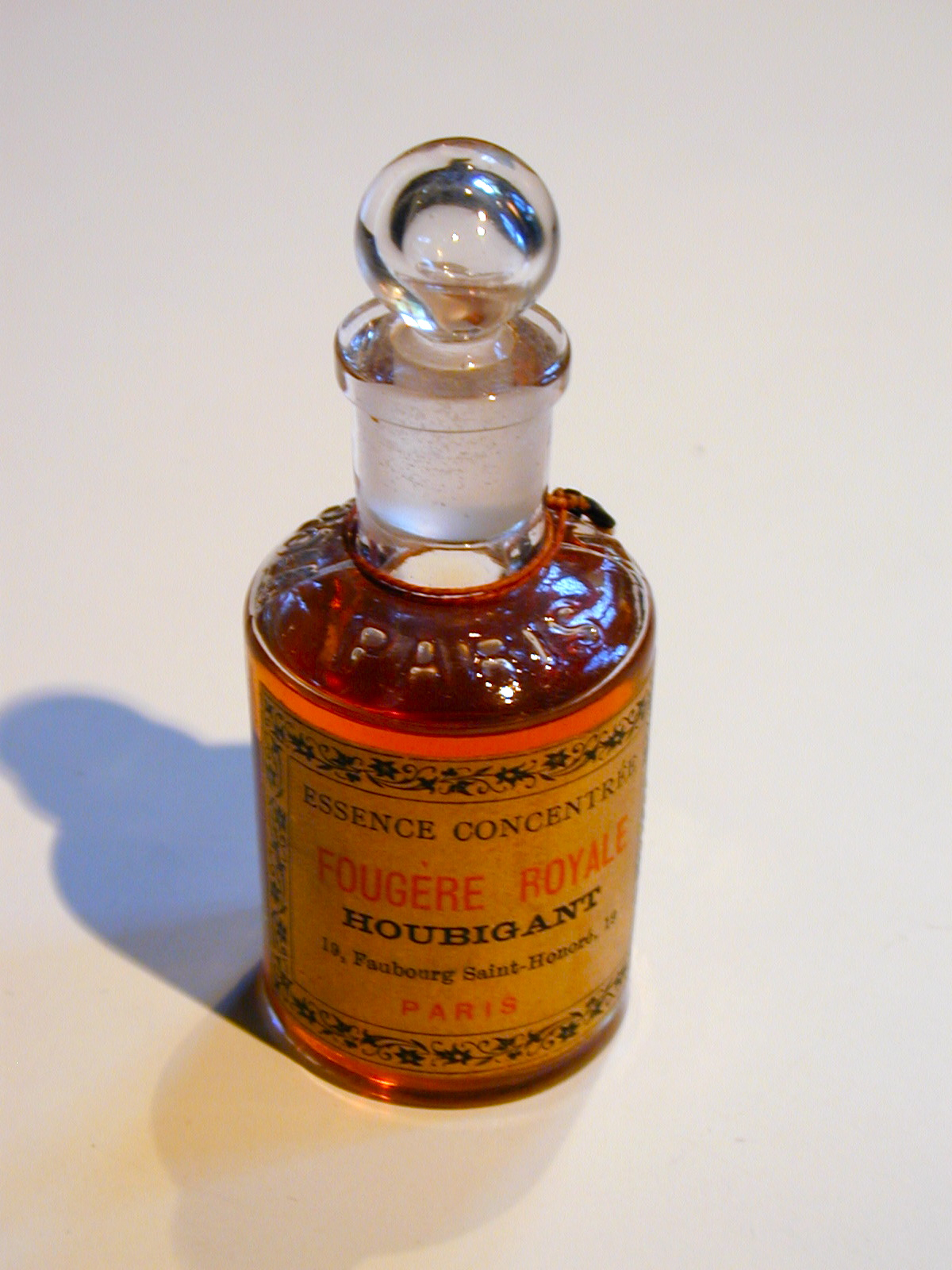
Een originele fles met Fougère Royale.

Fougère is een beschrijving van de geur van een groep parfums.
Fougère, het Franse woord voor varen, wordt gebruikt om fantasieparfums te beschrijven die gebaseerd zijn op de geur van een vochtig bos, fris, met mossen, wat hout en varens. Belangrijke geuren in de meeste fougèreparfums zijn lavendel, hout, eikenmos en coumarine.
De naam is afgeleid van de naam van het parfum "Fougère Royale" dat in 1882 door de Franse parfumeur Paul Parquet van parfumhuis Houbigant werd ontworpen. Hij was hiermee de eerste die coumarine grootschalig toepaste in een parfum, tegenwoordig is coumarine een zeer veel gebruikte geurstof.